# حقل مدين
حقل مدين هو حقل غاز طبيعي يقع في رأس الشيخ حميد بمنطقة تبوك في المملكة العربية السعودية، واكتُشف في ثمانينيات القرن الماضي خلال رحلات التنقيب عن الغاز. يعتمد الحقل على عملية الإنتاج للغاز غير المصاحب، ويتم تسليم المنتجات إلى محطة كهرباء ضباء الخضراء بالمويلح بواسطة الأنابيب على بعد 98 كم لاستخدامها في توليد الكهرباء، أما المتبقي فيتم ادخاره للمشاريع المستقبلية في المنطقة الصناعية المجاورة.

## الموقع
يقع الحقل على مسافة تقارب 200 كم غربي مدينة تبوك وتحديداً في مركز البدع على شاطئ رأس الشيخ حميد.

## الاكتشاف والتطوير
اكتُشف الحقل في ثمانينيات القرن الميلادي الماضي، وأعلن خالد الفالح، وزير البترول السعودي حينها، عن بدء المملكة في تطوير الحقل في 1 يناير 2013. وبدأت علميات الإنشاء فيه في يونيو 2013، واكتملت في ديسمبر من عام 2016. أيضًا وقعت أرامكو عقدًا مع المؤسسة العامة للموانئ لبناء منشأة تخزين مساحتها 30 ألف متر مربع مرتبطة باكتشاف للغاز في البحر الأحمر بضباء وبحقل مدين.

## الإنتاج
بدأ الحقل في إنتاج الغاز غير المصاحب في 2013، ووصل القدرة الإنتاجية للحقل بحلول 2020 إلى 75 مليون قدم مكعبة قياسية يوميًا من الغاز الطبيعي، و4500 برميل من المكثفات يوميًا، لتحل محل الوقود السائل في توليد الطاقة. يُمَد الغاز المنُتج إلى محطة كهرباء ضباء الخضراء بواسطة الأنابيب على بعد 98 كم لاستخدامها في توليد الكهرباء، أما المتبقي فيتم ادخاره للمشاريع المستقبلية في المنطقة الصناعية المجاورة.